# Duomo di Chiari
Il Duomo di Chiari, anche noto come Duomo dei Santi Faustino e Giovita o Basilica Faustiniana, consacrato ai Santi Faustino e Giovita, fu eretto nel Cinquecento in piazza Zanardelli. All'interno presenta sculture di Antonio Calegari, pitture di Pietro Ricchi, detto il Lucchese, e due celebri dipinti di Pompeo Batoni: L'Immacolata Concezione detta anche  Incoronazione della Vergine (1750) e La Vergine col Bambino, san Giacomo maggiore, san Girolamo e san Filippo Neri (1780).

## Cripta di Sant'Agape
Nella cripta sono conservate le reliquie di sant'Agape, martire greca di Salonicco, che nel 304 d.C. venne uccisa per essersi rifiutata di partecipare a un rito pagano.